# Premios Feroz
Los Premios Feroz son unos galardones que entrega anualmente la Asociación de Informadores Cinematográficos de España desde 2014 para destacar lo mejor de la producción audiovisual española del año, tanto en cine como en televisión. Inicialmente se plantearon como premios estrictamente cinematográficos, pero desde la IV edición los galardones se ampliaron también al sector televisivo.

## Historia
Fueron creados en noviembre de 2013 por la Asociación de Informadores Cinematográficos de España (AICE), un grupo plural de más de 240 periodistas y críticos (a diciembre de 2022) dedicados a informar sobre cine y series en televisión, radio, prensa e Internet de toda España. 
Su primera gala de entrega de premios se celebró el 27 de enero de 2014. Comenzó a prepararse con las primeras votaciones a dos vueltas, que designaron a los nominados a partir de diciembre de 2013.
La intención de estos galardones es la de convertirse en la antesala de los Premios Goya lo que ha llevado a hablar de ellos como los Globo de Oro españoles.
En sus inicios los premios constaba de once categorías: película dramática, comedia, dirección cinematográfica, actor y actriz protagonistas, actor y actriz de reparto, guion, música original, tráiler y cartel de cine. A su vez también se entregaban dos premios adicionales, el Feroz de Honor y el Premio Especial a una película que hubiera merecido mejor suerte en su carrera comercial. Estos dos premios son elegidos por el Comité Organizador de los galardones. A partir de la cuarta edición de los premios, se incorporaron los premios a series de televisión, así como a actores y actrices de televisión, tanto en categorías de protagonistas como de reparto; y también se incluyeron premios a los documentales.
Desde la novena edición celebrada en 2022, el Premio Especial y el galardón al mejor documental fueron sustituidos por el Premio Feroz Arrebato de ficción y el Premio Feroz Arrebato de no ficción, dos categorías que buscan destacar obras con aportaciones innovadoras y/o logros artísticos especiales. Los nominados los eligen dos comités de los premios y los ganadores los votan todos los socios de la AICE y se anuncian en la gala de entrega de galardones. 
La décima edición (2023) cuenta con 21 categorías al sumarse el premio al mejor guion de una serie. Son once apartados de cine, siete de series, los dos Premios Feroz Arrebato y el Feroz de Honor. 

## Requisitos
Para competir en estos galardones, las películas tienen que cumplir los siguientes requisitos: haber sido estrenadas en el año anterior a la entrega de premios y que haya habido pases para la prensa previos a su estreno comercial, por lo menos en las ciudades de Madrid y Barcelona. En su defecto, la película debe haberse puesto a disposición del público para su visionado online con anterioridad a su estreno comercial.

## Premios paralelos
Además de los premios anuales, los Feroz entregan los siguientes premios en tres impostantes festivales españoles: 
Premio Feroz Zinemaldia, que se entrega en el Festival Internacional de Cine de San Sebastián desde 2014 a la mejor película en competición de la sección oficial
- 2014 - La isla mínima, de por Alberto Rodríguez[13]
- 2015 - Truman, de Cesc Gay[14]
- 2016 - El hombre de las mil caras, de Alberto Rodríguez[15]
- 2017 - The Disaster Artist, de James Franco[16]
- 2018 - Quién te cantará, de Carlos Vermut
- 2019 - La trinchera infinita, de Aitor Arregi, Jon Garaño y Jose Mari Goenaga[17]
- 2020 - Another Round (Otra ronda), de Thomas Vinterberg[18]
- 2021 - Quién lo impide, de Jonás Trueba[19]
- 2022 - Los reyes del mundo, de Laura Mora[20]

Premio Feroz Puerta Oscura, que se entrega en el Festival de Cine de Málaga desde 2015. Si bien en sus dos primeras ediciones distinguió la mejor película de la sección de documentales, desde 2017 premia la mejor película en competición de la sección oficial de largometrajes: 
- 2022 - Cinco lobitos, de Alauda Ruiz de Azúa
- 2021 - Ama, de Júlia de Paz Solvas
- 2020 - Las niñas, de Pilar Palomero
- 2019 - Buñuel en el laberinto de las tortugas, de Salvador Simó
- 2018 - Benzinho, de Gustavo Pizzi
- 2017 - Verano 1993, de Carla Simón
- 2016 - Carta a una sombra, de Miguel Salazar y Daniela Abad
- 2015 - El gran vuelo, de Carolina Astudillo Muñoz

Premio Feroz Cinema Jove de Valencia, al mejor cortometraje español en competición oficial en el seno del festival del mismo nombre: 
- 2022 - Harta, de Júlia de Paz Solvas
- 2021 - Dana, de Lucía Forner Segarra
- 2020 - [No entregado por la pandemia de la covid-19]
- 2019 - Suc de síndria, de Irene Moray
- 2018 - Ahora seremos felices, de Borja Soler
- 2017 - Down to the Wire, de Juan Carlos Mostaza

## Categorías
Las categorías de cine y el Premio Feroz de Honor se entregan desde la I edición de los premios, mientras que las categorías de televisión se entregan desde la IV edición.
| - Mejor película dramática - Mejor comedia - Mejor dirección - Mejor guion - Mejor actor protagonista - Mejor actriz protagonista - Mejor actor de reparto - Mejor actriz de reparto - Mejor música original - Mejor tráiler - Mejor cartel | - Mejor serie dramática (desde 2017). - Mejor serie de comedia (desde 2017). - Mejor guion de una serie (desde 2023). - Mejor actor protagonista de una serie (desde 2017). - Mejor actriz protagonista de una serie (desde 2017). - Mejor actor de reparto de una serie (desde 2017). - Mejor actriz de reparto de una serie (desde 2017). |

| - Premio Feroz de Honor - Premio Especial a una película que hubiera merecido mejor suerte en su carrera comercial (entre 2014 y 2021). - Mejor documental (entre 2017 y 2021). - Premio Feroz Arrebato de Ficción (desde 2022). - Premio Feroz Arrebato de No Ficción (desde 2022). |

## Ediciones
| Años                                                                              |
| 2014 · 2015 · 2016 · 2017 · 2018 · 2019 · 2020 · 2021 · 2022 · 2023 · 2024 · 2025 |

## Presentadores
| Presentadores         | Información                           | Edición | Edición | Edición | Edición | Edición | Edición | Edición | Edición | Edición | Edición | Edición | Edición |
| Presentadores         | Información                           | 2014    | 2015    | 2016    | 2017    | 2018    | 2019    | 2020    | 2021    | 2022    | 2023    | 2024    | 2025    |
| --------------------- | ------------------------------------- | ------- | ------- | ------- | ------- | ------- | ------- | ------- | ------- | ------- | ------- | ------- | ------- |
| Alexandra Jiménez     | Actriz                                |         |         |         |         |         |         |         |         |         |         |         |         |
| Bárbara Santa-Cruz    | Actriz                                |         |         |         |         |         |         |         |         |         |         |         |         |
| Silvia Abril          | Actriz, cómica y presentadora         |         |         |         |         |         |         |         |         |         |         |         |         |
| Antonio de la Torre   | Actor                                 |         |         |         |         |         |         |         |         |         |         |         |         |
| Julián López          | Actor y humorista                     |         |         |         |         |         |         |         |         |         |         |         |         |
| Ingrid García-Jonsson | Actriz                                |         |         |         |         |         |         |         |         |         |         |         |         |
| María Hervás          | Actriz                                |         |         |         |         |         |         |         |         |         |         |         |         |
| Pilar Castro          | Actriz                                |         |         |         |         |         |         |         |         |         |         |         |         |
| Nacho Vigalondo       | Director y actor                      |         |         |         |         |         |         |         |         |         |         |         |         |
| Paula Púa             | Monologuista y cómica                 |         |         |         |         |         |         |         |         |         |         |         |         |
| María Guerra          | Periodista y crítica de cine y series |         |         |         |         |         |         |         |         |         |         |         |         |
| Amaral                | Grupo musical                         |         |         |         |         |         |         |         |         |         |         |         |         |
| Coria Castillo        | Actriz y cómica                       |         |         |         |         |         |         |         |         |         |         |         |         |
| Brays Efe             | Actor                                 |         |         |         |         |         |         |         |         |         |         |         |         |
| La Dani               | Actor                                 |         |         |         |         |         |         |         |         |         |         |         |         |

## Estadísticas

### Películas

#### Películas con más premios Feroz
6 premios
- La novia (2015), de 9 nominaciones [obtuvo el Premio al Mejor drama]
- Dolor y gloria (2020) de 10 nominaciones [obtuvo el Premio al Mejor drama]

5 premios
- La isla mínima (2015), de 10 candidaturas [obtuvo el Premio al Mejor drama]
- Tarde para la ira (2017), de 8 nominaciones [obtuvo el Premio al Mejor drama]
- El reino (2019), de 10 candidaturas [obtuvo el Premio al Mejor drama]

4 premios
- Magical girl (2015), de 8 nominaciones
- Verano 1993 (2018), de 7 nominaciones [obtuvo el Premio al Mejor drama]
- Quién te cantará (2019), de 8 nominaciones

3 premios
- El buen patrón (2022), de 9 nominaciones [obtuvo el Premio a la Mejor comedia]

2 premios
- 3 bodas de más (2014), de 7 nominaciones [obtuvo el Premio a la Mejor comedia]
- Las brujas de Zugarramurdi (2014), de 7 nominaciones
- Truman (2016), de 5 nominaciones
- Vivir es fácil con los ojos cerrados (2014), de 6 nominaciones
- El autor (2017), de 8 nominaciones
- Maixabel (2022), de 8 nominaciones [obtuvo el Premio al Mejor drama]
- Madres paralelas (2022), de 7 nominaciones

#### Películas que han logrado nominaciones a los 5 principales premios Feroz
- 10.000 km (2015): película dramática, director (Carlos Marqués-Marcet), guion (Carlos Marqués-Marcet y Clara Roquet) y actores protagonistas (David Verdaguer y Natalia Tena).
- Magical girl (2015): película dramática, director (Carlos Vermut), guion (Carlos Vermut) y actores protagonistas (Luis Bermejo y Bárbara Lennie).

#### Películas con más nominaciones a los premios Feroz
10 nominaciones
- La isla mínima (2015), 5 premios
- El hombre de las mil caras (2017), 1 premio
- El reino (2019), 5 premios
- Dolor y gloria (2020), 6 premios
- As bestas (2023)

9 nominaciones
- La novia (2016), 6 premios
- Julieta (2017)
- La boda de Rosa (2021), 1 premio
- El buen patrón (2022), 3 premios

8 nominaciones
- Magical girl (2015), 4 premios
- Tarde para la ira (2015), 5 premios
- El autor (2018), 2 premios
- Quién te cantará (2019), 4 premios
- Maixabel (2022), 2 premios

7 nominaciones
- 3 bodas de más (2014), 2 premios
- Las brujas de Zugarramurdi (2014), 2 premios
- Carmina y amén (2015), 1 premio
- Un monstruo viene a verme (2017), 1 premio
- Kiki, el amor se hace (2017), 2 premios
- Que Dios nos perdone (2017), 1 premio
- Verano 1993 (2018), 4 premios
- Ventajas de viajar en tren (2020), 1 premio
- Madres paralelas (2022), 2 premios
- Cinco lobitos (2023)

6 nominaciones
- Caníbal (2014), 1 premio
- La gran familia española (2014)
- Vivir es fácil con los ojos cerrados (2014), 2 premios
- 10.000 km (2015)
- Loreak (2015), 1 premio
- El desconocido (2016)
- Truman (2016), 2 premios
- La llamada (2017), 2 premios
- Verónica (2017)
- Todos lo saben (2018)
- El hoyo (2020)
- La trinchera infinita (2020), 1 premio
- Las niñas (2021)
- Akelarre (2021)

5 nominaciones
- Los amantes pasajeros (2014), 1 premio
- No sé decir adiós (2018), 1 premio
- Petra (2019)
- Lo que arde (2020)

### Series

#### Series con más nominaciones a los premios Feroz
13 nominaciones
- El Ministerio del Tiempo (4 premios)

11 nominaciones
- Paquita Salas (3 premios)
- La Mesías (6 premios)

8 nominaciones
- Vergüenza (4 premios)
- La casa de papel

7 nominaciones
- Arde Madrid (3 premios)
- Patria

6 nominaciones
- Vis a vis
- 30 monedas
- Antidisturbios

5 nominaciones
- El día de mañana
- Sé quien eres
- Vida perfecta

### Intérpretes

#### Actores con más premios
3 premios
- José Sacristán (1 premio como actor de reparto, 1 premio con actor de serie por Velvet y Premio Feroz de Honor)
- Javier Gutiérrez (2 premios como actor protagonista y 1 premio como mejor actor de serie por Vergüenza)
- Mario Casas (1 premio como actor protagonista y 2 premios como actor de reparto)

2 premios
- Enric Auquer (1 premio como actor de reparto y 1 premio como actor de reparto de una serie)
- Antonio de la Torre (2 premios como actor protagonista)

#### Actrices con más premios
3 premios
- Patricia López Arnaiz (1 premio como actriz protagonista y 2 premios como mejor actriz de reparto)

2 premios
- Bárbara Lennie (2 premios como actriz protagonista)
- Inma Cuesta (1 premio como mejor actriz protagonista y 1 premio como mejor actriz protagonista en una serie)
- Anna Castillo (1 mejor actriz de reparto y 1 mejor actriz de reparto de una serie)
- Belén Cuesta (1 premio como mejor actriz protagonista y 1 premio como mejor actriz de reparto de una serie)
- Malena Alterio (1 premio como mejor actriz protagonista y 1 premio como mejor actriz protagonista en una serie)

#### Actores con más nominaciones
8 nominaciones
- Javier Gutiérrez (3 premios)
- Javier Cámara (1 premio)

7 nominaciones
- Antonio de la Torre (2 premios)

5 nominaciones
- Eduard Fernández

4 nominaciones
- Mario Casas (3 premios)
- David Verdaguer (1 premio)
- Manolo Solo (1 premio)
- Luis Tosar
- Raúl Arévalo
- Karra Elejalde

3 nominaciones
- Hugo Silva (1 premio)
- Enric Auquer (2 premios)
- Roberto Álamo (1 premio)
- Miguel Rellán (1 premio)
- Brays Efe (1 premio)
- Ramón Barea
- Àlex Monner

2 nominaciones
- José Sacristán (2 premios y 1 premio de honor)
- Javier Rey (1 premio)
- Patrick Criado (1 premio)
- Jaime Blanch
- Pedro Casablanc
- José Coronado
- Javier Bardem
- Darío Grandinetti
- Alberto San Juan
- Quim Gutiérrez
- Álvaro Morte
- Adam Jezierski

#### Actrices con más nominaciones
6 nominaciones
- Anna Castillo (2 premios)
- Candela Peña (1 premio)

5 nominaciones
- Belén Cuesta (2 premios)

4 nominaciones
- Bárbara Lennie (2 premios)
- Marián Álvarez (1 premio)
- Aura Garrido (1 premio)
- Natalia de Molina
- Penélope Cruz
- Carmen Machi

3 nominaciones
- Inma Cuesta (2 premios)
- Malena Alterio (2 premios)
- Yolanda Ramos (1 premio)
- Alba Flores
- Najwa Nimri

2 nominaciones
- Emma Suárez (1 premio)
- Verónica Echegui (1 premio)
- Nathalie Poza (1 premio)
- Terele Pávez (1 premio)
- Marta Etura
- Maribel Verdú
- Cayetana Guillén Cuervo
- Nora Navas
- Rossy de Palma
- Alexandra Jiménez
- Lola Dueñas
- Marta Nieto
- Eva Ugarte
- Susana Abaitua

### Premios Feroz de Honor
- José Sacristán (2014)
- Carlos Saura (2015)
- Rosa María Sardà (2016)
- Chicho Ibáñez Serrador (2017)
- Verónica Forqué (2018)
- José Luis Cuerda (2019)
- Julia y Emilio Gutiérrez Caba (2020)
- Victoria Abril (2021)
- Cecilia Bartolomé (2022)
- Pedro Almodóvar (2023)
- Mónica Randall (2024)
- Jaime Chávarri (2025)

## Audiencias
Por primera vez, RTVE, once años después de su nacimiento emitirá la Gala de los Premios Feroz por La2 a las 22h00 de la noche.
| Edición    | Fecha               | Presentadores de la gala | Audiencia      |
| ---------- | ------------------- | ------------------------ | -------------- |
| XII - 2025 | 25 de enero de 2025 | La Dani                  | 327 000 (3,1%) |